# Gerolfingen
Gerolfingen là một đô thị ở huyện Ansbach bang Bayern nước Đức. Đô thị Gerolfingen có diện tích 12,59 km², dân số thời điểm ngày 31 tháng 12 năm 2006 là 1036 người.